# Kazimierz Patzer

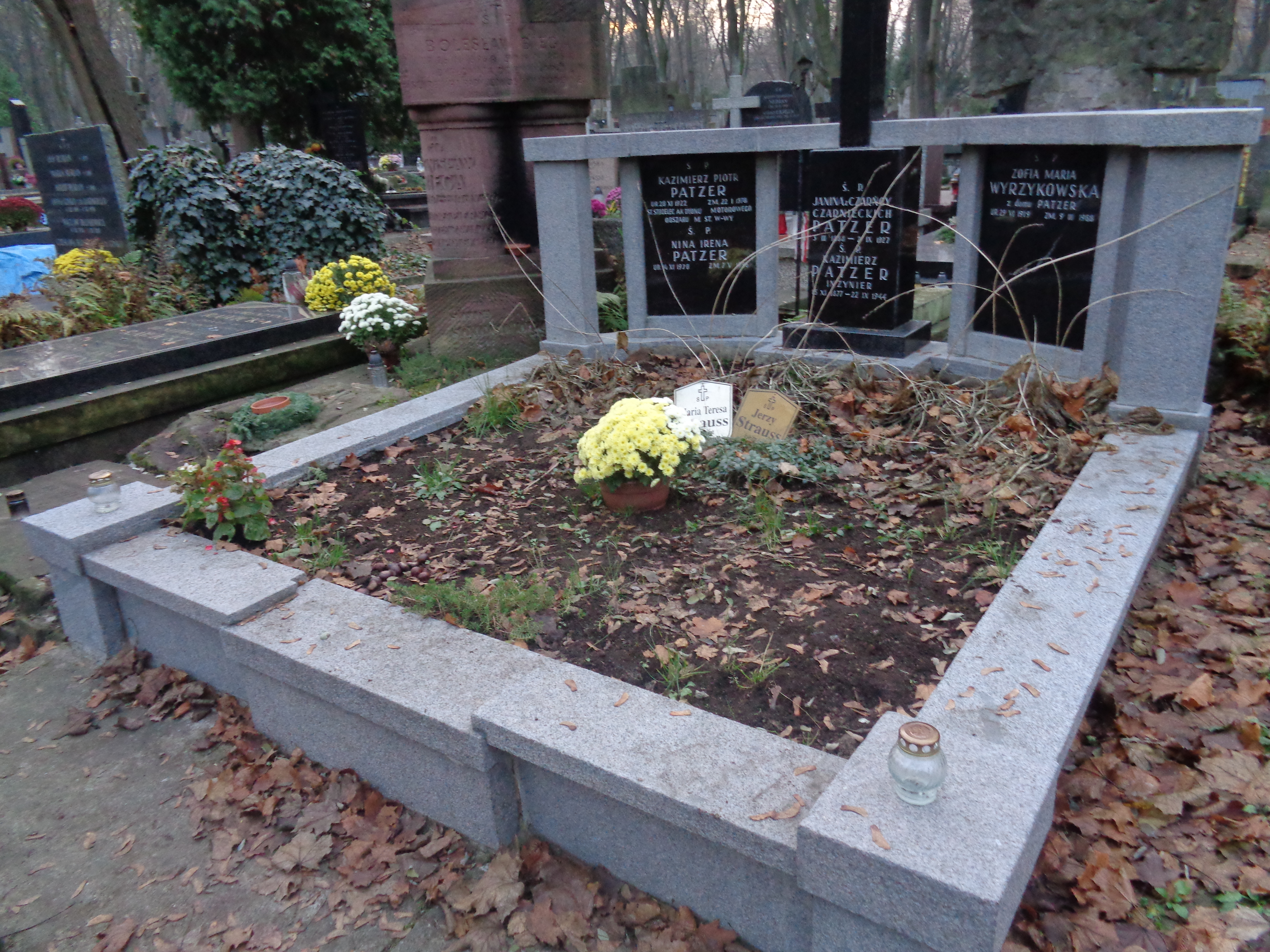
Grób Kazimierza Patzera na cmentarzu Powązkowskim

Kazimierz Patzer (ur. 15 listopada 1877 w Brzezinach, zm. 22 września 1944 w Warszawie) – polski przedsiębiorca.
Studiował na uniwersytecie technicznym w Mittweidzie, gdzie współtworzył polską korporacje akademicką Wisła. Po studiach pracował przy budowie kolei w Carskiej Rosji.
Założyciel spółki akcyjnej: "Towarzystwo Akcyjne Zakładów Elektrotechnicznych inżynier Kazimierz Patzer" w skrócie – IKP S.A., posiadającej fabryki w Warszawie i biura we wszystkich większych miastach polskich.
W dobie filmu niemego, w 1919 r. został współzałożycielem i członkiem Związku Producentów Filmowców. Założył Towarzystwo Kinematograficzne „Biograf Polski”. W Warszawie uruchomił wytwórnię filmową „Biofilm” i wypożyczalnię filmów włoskich.
Działał społecznie na rzecz warszawskiego Towarzystwa Zachęty Sztuk Pięknych.
Honorowo zasiadał w komisji elektryfikacji Warszawy. Na jego wniosek, ze względów estetycznych  pozostawiono stare oświetlenie gazowe na ulicy Agrykola i kilku innych reprezentacyjnych ulicach miasta.
W pierwszych dniach Powstania Warszawskiego znalazł się w grupie mieszkańców kamienicy (Aleje Jerozolimskie 9), wyprowadzonych na dziedziniec przez Niemców celem rozstrzelania. Patzer z dala od oczu świadków negocjował z dowódcą niemieckim na skutek czego wszyscy mieszkańcy zostali puszczeni wolno.
Zmarł w ostatnich dniach powstania i został pochowany na placu Trzech Krzyży. Obecnie pochowany na cmentarzu Powązkowskim (kwatera 211-3-24/25).
Wywodził się z rodziny szwajcarskiej przybyłej do Polski w XVIII wieku. Bratanek Aleksandra Patzera. Z małżeństwa z Janiną z Czarńcy Czarniecką herbu Łodzia posiadał czworo dzieci: Ninę, Zofię (zam. Wyrzykowska), Kazimierza i Marię (zam. Straus).